# Ivan Žufić
Ivan Žufić ist ein professioneller kroatischer Pokerspieler. Er gewann 2020 ein Bracelet bei der World Series of Poker Online.

## Pokerkarriere
Žufić spielt seit Dezember 2014 Onlinepoker. Er nutzt die Nicknames zufo16 (PokerStars sowie Winamax), elixirmladosti (partypoker) und digidi_digidi_da (Americas Cardroom). Zudem spielt der Kroate bei GGPoker sowie einigen Turnieren bei partypoker unter seinem echten Namen. Insgesamt hat er sich auf diesen Plattformen mit Turnierpoker mehr als 6 Millionen US-Dollar erspielt, wobei der Großteil von knapp 4 Millionen US-Dollar bei GGPoker gewonnen wurde. Im Jahr 2021 stand er zeitweise auf dem zweiten Platz des PokerStake-Rankings, das die erfolgreichsten Onlinepoker-Turnierspieler weltweit listet.
Seine erste Geldplatzierung bei einem Live-Pokerturnier erzielte Žufić Anfang Juni 2019 im Venetian Resort Hotel in Paradise am Las Vegas Strip. Bei der aufgrund der COVID-19-Pandemie ab Juli 2020 erstmals auf GGPoker ausgespielten World Series of Poker Online erzielte er vier Geldplatzierungen. Dabei gewann der Kroate das Mini Main Event mit einem Teilnehmerfeld von 15.205 Spielern und sicherte sich ein Bracelet sowie den Hauptpreis von mehr als 850.000 US-Dollar. Mitte Juni 2021 belegte er beim elften Turnier der US Poker Open im Aria Resort & Casino am Las Vegas Strip den mit 345.000 US-Dollar dotierten zweiten Platz. Im Oktober 2021 war Žufić erstmals bei der Hauptturnierserie der World Series of Poker im Rio All-Suite Hotel and Casino am Las Vegas Strip erfolgreich und kam bei sechs Turnieren der Variante No Limit Hold’em in die Geldränge. Während der Turnierserie wurde er im nahegelegenen Wynn Las Vegas Zweiter bei einem Event des Wynn Fall Classic und erhielt rund 240.000 US-Dollar. Ende Februar 2022 gewann er im Aria das Aria 15K und damit sein erstes Live-Turnier sowie den Hauptpreis von 198.000 US-Dollar.
Insgesamt hat sich Žufić mit Poker bei Live-Turnieren mehr als eine Million US-Dollar erspielt und ist damit nach Matija Dobrić der zweiterfolgreichste kroatische Pokerspieler.